# Le Magicien (film, 1926)
Pour les articles homonymes, voir Le Magicien et The Magician.
Pour plus de détails, voir Fiche technique et Distribution.
Le Magicien (The Magician) est un film d'horreur américain réalisé par Rex Ingram et sorti en 1926. 
C'est un des tout premiers films américains du genre. Il est adapté d'une nouvelle éponyme de William Somerset Maugham.

## Synopsis
Une jeune femme sculptrice dans le Quartier latin de Paris, se blesse dans son atelier ; elle est soignée par un chirurgien qui tombe amoureux d'elle. Un autre médecin, hypnotiseur et magicien, exerçant une médecine moins conventionnelle, croit avoir trouvé une formule alchimique pour la création de la vie, dont un des ingrédients est le sang d'une jeune femme.

## Fiche technique
- Titre en français : Le Magicien
- Titre original : The Magician
- Réalisation : Rex Ingram, assisté de Michael Powell
- Scénario : Rex Ingram d'après la nouvelle The Magician de William Somerset Maugham[2]
- Distribution : Metro-Goldwyn-Mayer
- Lieux de tournage : Paris et Nice, Alpes-Maritimes (studios de la Victorine[3])
- Image : John F. Seitz
- Musique : Robert Israel (pour la version de 2009)
- Montage : Grant Whytock
- Format : 35 mm
- Type : muet - intertitres en anglais
- Durée : 83 minutes
- Date de sortie :
  - États-Unis : 24 octobre 1926

## Distribution
- Alice Terry : Margaret Dauncey
- Paul Wegener : Oliver Haddo
- Iván Petrovich : Dr. Arthur Burdon
- Firmin Gémier : Dr. Porhoet
- Gladys Hamer : Susie Boyd
- Henry Wilson
- Hubert I. Stowitts